# Piechowice
Piechowice [pʲɛxɔˈvʲitsɛ], tyska: Petersdorf (Kreis Hirschberg, Schlesien), är en stad i sydvästra Polen, belägen i distriktet Powiat karkonoski i Nedre Schlesiens vojvodskap, intill gränsen mot Tjeckien. Staden utgör administrativt en stadskommun och hade 6 489 invånare i juni 2014.

## Geografi
Staden ligger i Jelenia Góra-dalen omkring 10 kilometer söder om staden Jelenia Góra, mellan Karkonoszebergen och Jizerbergen. Floden Kamienna flyter genom staden. Bergstoppen Wielki Szyszak med en höjd på 1509 meter över havet ligger inom stadens område och är belägen vid gränsen mot Tjeckien.

## Historia
Staden låg mellan 1815 och 1945 i Landkreis Hirschberg im Riesengebirge i den preussiska provinsen Schlesien, 1871-1945 även som del av Tyskland.

## Kultur och sevärdheter
Staden har ett rikt kulturliv för sin storlek, och förutom många bosatta konstnärer har staden även två teatrar, Teatr Nasz och Teatr Cinema. Staden bildar även utgångspunkt för naturturism i Karkonoszes nationalpark, Karkonoski Park Narodowy.